# Solieria murina
Solieria murina är en tvåvingeart som beskrevs av Richter 1980. Solieria murina ingår i släktet Solieria och familjen parasitflugor. Inga underarter finns listade i Catalogue of Life.